# Hvozdec (ort i Tjeckien, Södra Mähren)
Hvozdec är en ort i Tjeckien.   Den ligger i regionen Södra Mähren, i den sydöstra delen av landet, 170 km sydost om huvudstaden Prag. Hvozdec ligger 306 meter över havet och antalet invånare är 216.
Terrängen runt Hvozdec är platt västerut, men österut är den kuperad. Runt Hvozdec är det ganska tätbefolkat, med 65 invånare per kvadratkilometer. Närmaste större samhälle är Brno, 14,4 km öster om Hvozdec. I omgivningarna runt Hvozdec växer i huvudsak blandskog.